# Шапиро, Шмуэль Зискович
Шмуэль Зискович Шапиро (1912—1972) — участник Великой Отечественной войны, полный Кавалер ордена Славы, ефрейтор.

## Биография
Родился в семье рабочего. Еврей. Окончил 3 класса, работал слесарем. В Красной Армии с 1936 г. по 1938 г. и с 1941 г. На фронте в Великую Отечественную войну с июня 1941 г.
Служил в 5-й ударной армии, в составе которой освобождал родную Одессу.
Старший разведчик взвода управления 507-го истребительно-противотанкового артиллерийского полка (5-я ударная армия, 3-й Украинский фронт) ефрейтор Шапиро 23-24.8.1944 г. в боях на подступах к г. Кишинёв разведывал и сообщал на батарею координаты огневых точек противника. 29.8.1944 г. первым поднялся в атаку в районе с. Поганешти, увлекая за собой воинов стрелкового подразделения. В бою уничтожил свыше 10 пехотинцев. 10.10.1944 г. награждён орденом Славы 3 степени.
В том же боевом составе (1-й Белорусский фронт) 14.01.1945 г. в районе 5 км южнее г. Варка (Польша) по целеуказаниям Шапиро было поражено 9 различных целей противника. 15.01.1945 г. Шапиро преодолел р. Пилица в 5-6 км юго-западнее г. Варка, занял выгодное для наблюдения место и передал координаты целей командованию. 31.01.1945 г. переправился через р. Одер у населённого пункта Кинитц (нем. Kienitz) (15 км северо-западнее г. Киц, Германия), артиллерийским огнём обеспечивал форсирование реки батареей. 4.3.1945 г. награждён орденом Славы 2 степени.
Помощник командира взвода управления Шапиро 14-16.4.1945 г. в боях на левом берегу р. Одер около населённого пункта Бушдорф (12 км северо-западнее г. Киц, Германия) сообщил на батарею координаты 4 дзотов, 3 пулемётных точек, НП и противотанковые артиллерийские батареи врага. Цели были поражены. 15.5.1946 г. награждён орденом Славы 1 степени.
В 1945 г. демобилизован. Жил в Одессе. Работал мастером в райпищекомбинате.